# 2016-os francia labdarúgó-szuperkupa
A 2016-os angol labdarúgó-szuperkupa, más néven Trophée des Champions a 21. kiírás; egy labdarúgó mérkőzés a 2015-16-os bajnokság és a 2015-16-os Francia labdarúgókupa győztese között.(Az előző szezonban mindkét trófeát a párizsiak nyerték, így a bajnoki második Lyon volt az ellenfél) A mérkőzést a klagenfurti Hypo Arenában rendezték 2016 augusztusában, a két résztvevő a 2015-16-os League 1 bajnoka, a Paris Saint-Germain, és második helyezettje, az Olympique Lyonnais volt. A mérkőzést 4–1-re nyerte meg a Paris Saint-Germain, ezzel történelme során 6-szor vihette haza a trófeát.

## A mérkőzés
| 2016. augusztus 6. 20:45 |

| Paris Saint-Germain | 4–1         | Lyon        |
| ------------------- | ----------- | ----------- |
|                     | Jegyzőkönyv | Tolisso 87' |

| Wörthersee Stadion, Klagenfurt Nézőszám: 10,120 Játékvezető: Alexander Harkam (Ausztria) |

| Paris Saint-Germai | Lyon |

| K            | 1  | Kevin Trapp         |  |     |
| RB           | 19 | Serge Aurier        |  |     |
| CB           | 32 | David Luiz          |  | 76' |
| CB           | 3  | Presnel Kimpembe    |  |     |
| LB           | 20 | Layvin Kurzawa      |  | 76' |
| CM           | 4  | Benjamin Stambouli  |  |     |
| CM           | 8  | Thiago Motta (c)    |  |     |
| RW           | 7  | Lucas               |  |     |
| AM           | 10 | Javier Pastore      |  |     |
| LW           | 11 | Ángel Di María      |  | 67' |
| CF           | 21 | Hatem Ben Arfa      |  |     |
| Cserék:      |    |                     |  |     |
| K            | 16 | Alphonse Aréola     |  |     |
| DF           | 12 | Thomas Meunier      |  | 76' |
| DF           | 17 | Maxwell             |  | 76' |
| MF           | 6  | Marco Verratti      |  | 67' |
| MF           | 14 | Blaise Matuidi      |  |     |
| FW           | 29 | Jean-Kévin Augustin |  |     |
| FW           | 36 | Jonathan Ikoné      |  |     |
| Vezető edző: |    |                     |  |     |
| Unai Emery   |    |                     |  |     |

| K             | 1  | Anthony Lopes       |     |     |
| RB            | 20 | Rafael              |     | 65' |
| CB            | 2  | Mapou Yanga-Mbiwa   | 30' |     |
| CB            | 3  | Nicolas N’Koulou    |     |     |
| LB            | 15 | Jérémy Morel        |     |     |
| RM            | 14 | Sergi Darder        |     | 76' |
| CM            | 21 | Maxime Gonalons (c) |     |     |
| LM            | 8  | Corentin Tolisso    |     |     |
| RF            | 18 | Nabil Fekir         |     |     |
| CF            | 10 | Alexandre Lacazette | 36' | 46' |
| LF            | 27 | Maxwel Cornet       |     |     |
| Cserék:       |    |                     |     |     |
| K             | 30 | Mathieu Gorgelin    |     |     |
| DF            | 5  | Mouctar Diakhaby    |     |     |
| DF            | 13 | Christophe Jallet   |     | 65' |
| MF            | 7  | Clément Grenier     |     |     |
| MF            | 12 | Jordan Ferri        |     | 76' |
| MF            | 25 | Houssem Aouar       |     |     |
| MF            | 28 | Mathieu Valbuena    |     | 46' |
| Vezető edző:  |    |                     |     |     |
| Bruno Génésio |    |                     |     |     |